# دراغوتين ميتيتش
دراغوتين ميتيتش (بالكرواتية: Dragutin Mitić)‏ مواليد 16 سبتمبر 1917 في زغرب، الامبراطورية النمساوية المجرية - الوفاة 27 يونيو 1986 في هيوستن، كان لاعب كرة مضرب كرواتي وكان يلعب باليد اليمنى. كما أنه أحد أبطال الجراند سلام. أعلى تصنيف له في الفردي كان المركز الـ 5.

## روابط خارجية
- دراغوتين ميتيتش على موقع رابطة محترفي التنس (الإنجليزية)
- دراغوتين ميتيتش على موقع الاتحاد الدولي لكرة المضرب (الإنجليزية)
- دراغوتين ميتيتش على موقع كأس ديفيز (الإنجليزية)
- دراغوتين ميتيتش على موقع بطولة ويمبلدون (الإنجليزية)
- دراغوتين ميتيتش على موقع خلاصة التنس.كوم (الإنجليزية)